# Hermann Lüdemann (Politiker, 1880)
Hermann Lüdemann (* 18. September 1880 in Niestedt bei Danneberg; † nach 1936) war ein deutscher Politiker (SPD).

## Leben
Lüdemann hatte eine Lehre zum Schriftsetzer absolviert. 1902 war er auf der Wanderschaft nach Schwerin gekommen. 1904 wurde er Angestellter der dortigen Ortskrankenkasse und Geschäftsführer der Vereinigung mecklenburgischer Ortskrankenkassen. 1919 erhielt Lüdemann den Posten eines Stadtrates in Schwerin, gleichzeitig war er stellvertretender Vorsitzender des Stadtparlaments. 1919 wurde er für die SPD Abgeordneter im Verfassunggebenden Landtag von Mecklenburg-Schwerin, anschließend war er auch Abgeordneter im ersten ordentlichen Landtag von Mecklenburg-Schwerin. Lüdemann engagierte sich für Kriegsversehrte und Hinterbliebene. 1933 wurde er aus seinen Ämtern entlassen.